# Natalla Wauczok
Natalla Mieczysławauna Wauczok (biał. Наталля Мечыславаўна Ваўчок, ros. Наталья Мечиславовна Волчёк, Natalja Mieczisławowna Wołczok; ur. 6 stycznia 1972 w Mińsku) – białoruska wioślarka, brązowa medalistka olimpijska z Atlanty (1996).
W 1996 roku wystąpiła na igrzyskach olimpijskich w Atlancie, podczas których wzięła udział w jednej konkurencji – rywalizacji ósemek ze sternikiem. Białorusinki (w składzie: Natalla Wauczok, Alaksandra Pankina, Natalla Łaurynienka, Tamara Dawydienko, Walancina Skrabatun, Jelena Mikulicz, Natalla Stasiuk, Marina Znak i Jarasława Paułowicz) zdobyły w tej konkurencji brązowy medal olimpijski, uzyskując w rundzie finałowej czas 6:24,44. 
W czerwcu 1997 roku została wyróżniona tytułem Zasłużonego Mistrza Sportu Republiki Białorusi.